# Герасимчук, Лидия Павловна
Лидия Павловна Герасимчук (укр. Лідія Павлівна Герасимчук ; 5 мая 1922, Киев — 5 декабря 1958, там же) — советская артистка балета, солистка Киевского театра оперы и балета им. Т. Шевченко в 1937—1958 годах. Заслуженная артистка Украинской ССР (1952).

## Биография
В 1930—1934 годах занималась в Киевской хореографической студии Ксении Юрьевны Давыдовой, с 1933 года выступала на сцене Киевского оперного театра. В 1937 году окончила Киевский хореографический техникум по классу Наталии Верекундовой, после чего была принята в труппу Киевского театра оперы и балета. Была солисткой театра вплоть до своей смерти в 1958 году. Особо отличалась в дуэте с Николаем Апухтиным: «История украинского балета знает немало прекрасных танцевальных дуэтов, среди которых — дуэт Апухтина и Лидии Герасимчук». Была первой исполнительницей ведущих партий в ряде балетов украинских композиторов. 
Во время Великой Отечественной войны в 1942—1944 годах — артистка Ленинградского Малого театра оперы и балета, находившегося в эвакуации в г. Кирове.
Жила в Киеве. Скончалась 5 декабря 1958 года. Похоронена на Байковом кладбище. На могиле Лидии Герасимчук установлен надгробный памятник «Умирающий лебедь» работы скульптора Петра Остапенко (бронза, гранит, 1960).

Надгробный памятник на могиле Лидии Герасимчук на Байковом кладбище в Киеве

## Репертуар
- Мариула, «Лилея» К. Ф. Данькевича
- Килина, «Лесная песня» М. А. Скорульского
- Маруся Богуславка, одноимённый балет А. Г. Свечникова
- Одетта-Одиллия, «Лебединое озеро» П. И. Чайковского
- Аврора, «Спящая красавица» П. И. Чайковского
- Раймонда, «Раймонда» А. К. Глазунова
- Китри, «Дон Кихот» Л. Минкуса
- Эсмеральда, «Эсмеральда» Ц. Пуни
- Хасинта, «Лауренсия» А. А. Крейна
- Ростислава, «Ростислава» Г. Л. Жуковского
- Гаяне, «Гаяне» А. И. Хачатуряна
- Сюимбике, «Шурале» Ф. З. Яруллина
- партии в балетах Б. В. Асафьева

Кроме классического репертуара также мастерски исполняла характерные танцы.